# مرسر
مرسر (انگلیسی: Mercer) شرکت مدیریت سرمایه‌گذاری آمریکایی است، که در سال ۱۹۳۷ تأسیس شد و هم‌اکنون زیرمجموعه‌ای از شرکت مارش و مکلنن کمپانیز می‌باشد.